# 不遷流
不遷流（ふせんりゅう）とは、江戸時代末期に武田物外（「不遷」は物外の法諱）が創始した柔術流派。柔術以外に杖術・鎖鎌術・十手術・剣術・薙刀術を伝える。武田流八重鎌（薙鎌術）を併伝する。

## 歴史
流祖の武田物外は芸州藩の高橋猪兵衛満政から学んだ難波一甫流を元に、揚心流、渋川流、起倒流、竹内流、関口流等を修得し、工夫を加えて不遷流を創始した。また北窓流に伝わっていた杖術を採り入れた。
第2代の武田禎治以降に、他流の柔術の優れた技を採り入れた「他流の型」が加えられた。
明治時代に、講道館柔道を寝技で苦しめた柔術家・田邉又右衛門は当流の第4代である。
また20世紀初頭から戦前にかけて、英国で他流試合に連戦連勝した「スモール・タニ」こと谷幸雄も同流の柔術家。
現在は岡山県、広島県、大阪府等で伝承されている。

## 系譜
例として関連流派を含めた一部の系譜を以下に示す。
- 武田物外
  - 武田禎二義孝（旧姓:田辺）
    - 田辺虎次郎義貞 
      - 田辺又右衛門義和
        - 田辺輝男
          - 武田力（旧姓:田辺）

        - 吉田才三義弘
          - 井上岩吾義宗
            - 井上一利義継

        - 三宅多留次
        - 谷幸雄
        - 伏見辰三郎
        - 阪井真市
          - 三木説三郎

        - 鈴木精一
        - 根木金一
        - 小野金作
        - 小野保次郎
        - 藤岡了空
        - 内藤一次
        - 秋田磯吉
        - 福間多賀太
        - 竹本岩三郎
        - 原野益治
        - 赤沢義正
          - 難波徹
          - 田野金三郎

        - 北野鉄子
        - 中杉増太義教
          - 西牧一雄

        - 小林俊一郎
        - 小角彌三次

      - 田辺武四郎
      - 中山英三郎（旧姓:田辺）
        - 中山和
          - 井上一利義継

        - 小西康裕

      - 吉原亀助禎道
      - 矢部馬太郎
      - 田中幸太郎明光
      - 清水浅太郎元久
        - 城戸冨次郎資政

      - 大石和𠮷
        - 大西德次郎

    - 横溝喜代助忠房
      - 横溝清次源忠孝
        - 中西末松
          - 中西亨

    - 横溝清次源忠孝（横溝喜代助の弟子となっている伝書もある）
      - 高橋藤之丞
      - 小田馬三郎
        - 今城早吉

      - 岩井茂七郎源正義（神明不遷流）
        - 古永鉄山
          - 瀧本鉄骨（滝本派不遷流柔体術）

    - 白神伊輔正則（兼学流）
      - 白神光蔵
      - 妹尾宝三郎
      - 古川壮三
      - 田中喜一郎
        - 船浅次郎（倉敷市連島、1945年2月不遷流免許皆伝）

    - 田中仲太郎
    - 中島耕七
    - 小野長兵衛
    - 小幡惣右衛門義守
      - 大島小三郎義次
        - 安原徳三郎義尚

      - 中藤覺助義輝
        - 西牧一雄（神道不遷流）

    - 法泉寺雲外

  - 河内治郎範実
  - 壇上内蔵太
  - 兼信久左衛門

## 内容
主な形に、武田物外の大変之業と投捨業の30形、武田禎二が編纂した秘法八形と入身七形などがある。
秘法八形は「残合乱形」とも書かれ、他流柔術の優れた技を採り入れたものである。
下記の形以外に、当身（死之當、急所など）、活法、口伝や心得、捕縄術、乱捕、各種武器などが伝わっていた。
大變之業十二形
磯之浪　手先返　手先返
車輪　　鉄粉　　蹴返
微塵　　反橋　　小車
後詰　　八方　　當勝
投捨業十八形
手搦　　錣取　　胸捕
瀧落　　曳腕　　追錣
胸責　　両手搦　頭落
手車　　鉢落　　獨鈷
空落　　向詰　　大颪
釿落　　襟責　　襟即死
秘法八形
芸州廣島　　澁川捕
筑前福岡　　扱心抛
肥前長崎　　心當捕
肥前嶋原　　楊心捕
肥後熊本　　円心捕
石州津和野　北窓捕
江戸神田　　磯又抛
江戸　　　　戸塚責
入身七形
胸取　　鳳燕　　小車
追錣　　手車　　獨鈷
羽落